# Кільця слави
«Кільця слави» — радянський художній фільм 1962 року, знятий на кіностудії «Вірменфільм».

## Сюжет
Про долю молодого сільського коваля Армена Назаряна, що став чемпіоном світу по кільцях. За основу фільму взято життя відомого радянського спортсмена, чемпіона Олімпійських ігор Альберта Азаряна.

## У ролях
- Альберт Азарян — Армен
- Інга Агамян — Ануш, молода сільська дівчина
- Хорен Абрамян — Гурген
- Цолак Америкян — Варпет Оган
- Євген Самойлов — Васильєв
- Мері Ломідзе — Седа
- Жак Дувалян — Гайк
- Харійс Авенс — епізод
- Костянтин Михайлов — епізод

## Знімальна група
- Режиссер — Юрій Єрзинкян
- Сценаристи — Олександр Філімонов, Яков Кочарян
- Оператор — Артем Джалалян
- Композитор — Костянтин Орбелян
- Художники — Рафаель Бабаян, Петр Бейтнер, Грайр Карапетян